# Bisdom Catarman
Het bisdom Catarman (Latijn: Dioecesis Catarmaniensis) is een rooms-katholiek bisdom met als zetel Catarman, op de Filipijnen. Het bisdom is suffragaan aan het aartsbisdom Palo. 

## Geschiedenis
Het bisdom werd opgericht op 5 december 1974, uit delen van de bisdommen Borongan en Calbayog, en was suffragaan aan het aartsbisdom Cebu. Op 15 november 1982 veranderde het van kerkprovincie en werd suffragaan aan het nieuw verheven aartsbisdom Palo. 

## Parochies
Het bisdom had in 2023 een oppervlakte van 3.693 km2 en telde 681.299 inwoners waarvan 93,9% rooms-katholiek was.

## Bisschoppen
- Angel Tec-i Hobayan (12 december 1974 - 10 maart 2005)
- Emmanuel Celeste Trance (10 maart 2005 - 8 december 2023; coadjutor sinds 14 mei 2004)
- Nolly Camingue Buco (18 oktober 2024 - heden; apostolisch administrator sinds 8 december 2023)

## Galerij van afbeeldingen

Wapen van het bisdom
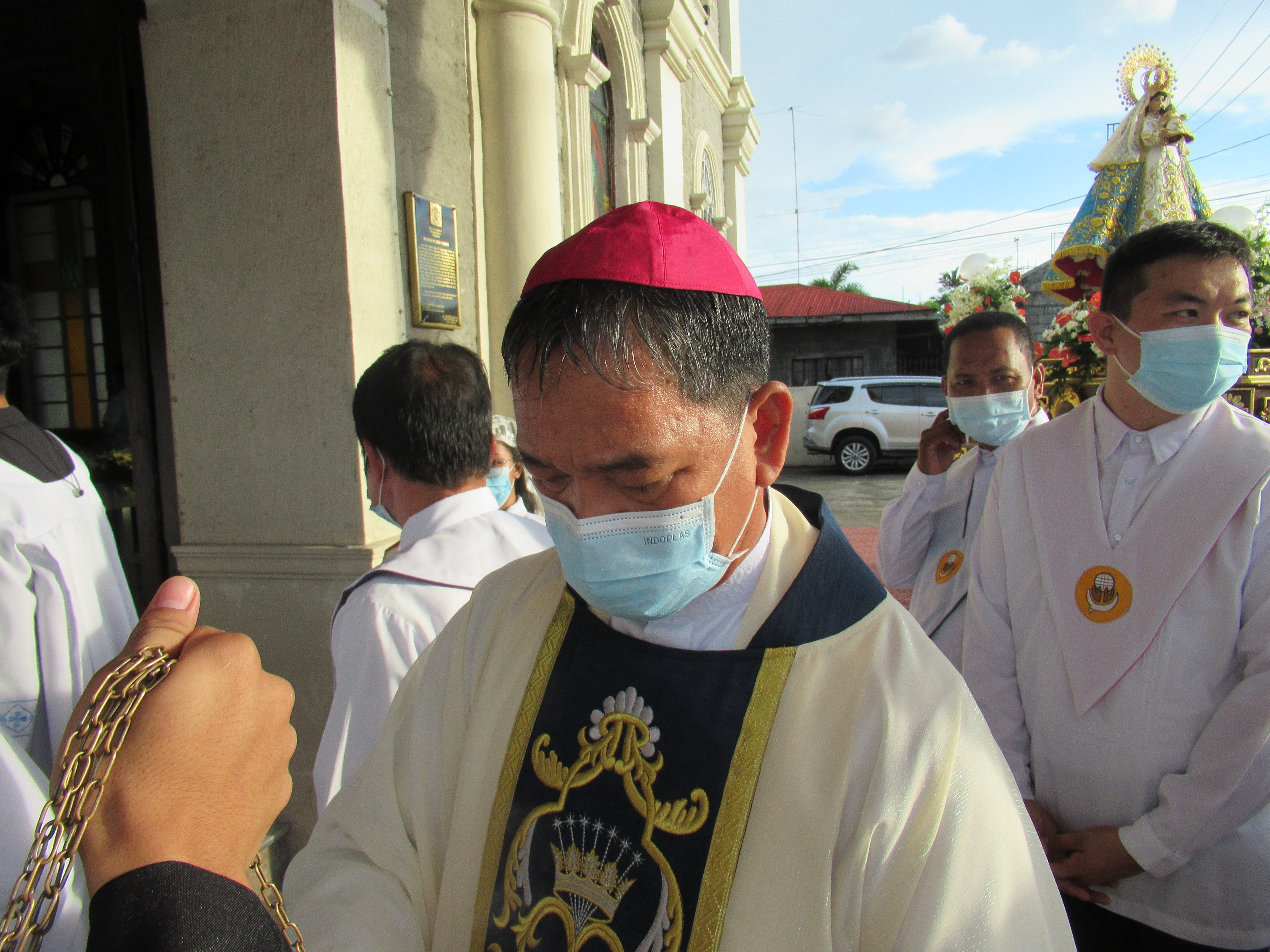
Bisschop Nolly Camingue Buco (2024-heden)

Palo (aartsbisdom) · Borongan · Calbayog · Catarman · Naval